# Mammutens rådare
Mammutens rådare (1984) är en roman av den finlandssvenske författaren Björn Kurtén inom genren paleofiktion, ett begrepp som Björn Kurtén myntat och som avser att handlingen utspelar sig i ett tänkt möte mellan moderna Homo sapiens och neanderthalmänniskor. Boken innehåller en originell förklaringsmodell till varför neanderthalarna dog ut.
Mammutens rådare är den andra boken i en romanserie om två. Den första boken i serien heter Den svarta tigern. 